# غانسيكلوفير
غانسايكلوفير (بالإنجليزية:  Ganciclovir)‏ هو دواء مضاد للفيروسات يستخدم لعلاج التهابات فيروس مضخم للخلايا (بالإنجليزية:  CMV)‏.